# 莫恩斯·吕克托夫特
莫恩斯·吕克托夫特（丹麥語：Mogens Lykketoft，1946年1月9日—），丹麦政治人物。曾任联合国大会主席。

## 生平
生于丹麦哥本哈根。曾任波尔·尼鲁普·拉斯穆森內閣中的财政大臣、外交大臣和丹麦议长。
2015年9月，接替萨姆·库泰萨，当选第70届联合国大会主席。